# CygnusEd
A CygnusEd egy eredendően AmigaOS-re kifejlesztett szövegszerkesztő program. A fejlesztést Bruce Dawson, Colin Fox és Steve LaRocque kezdték meg 1986-ban, mely végül a rákövetkező évben érett kiadható termékké. Ez volt az első szövegszerkesztő Amigán, mely implementálta a visszavonás funkciót (undo/redo), továbbá az első, mely az AREXX szkriptnyelv használatát támogatta. Az utóbbi újítás népszerűvé tette a szoftvert szoftverfejlesztők (programozók) körében. Az AmigaOS programkönyvtárainak jelentős része CygnusEddel készült.

## CygnusEd Professional 4
A CygnusEd népszerű maradt a Commodore 1994-es csődje után is. 1997-ben Olaf Barthel fejlesztette ki a v4 változatot, melyet ezután, 2000-től kezdődően Ralph Schmidt portolt MorphOS-re. A port stabil változata 2003-ra készült el és elérhető volt minden eredeti CygnusED 4 CDROM tulajdonos számára. A telepítés a meglévő Amiga változatra történhetett és végül bármelyik változat működőképes maradt (68k, PPC).

## CygnusEd Professional 5
Szintén Olaf Barthel készítette el a szoftver v5 verzióját 2007-ben, mely már alapból fut nem csak klasszikus AmigaOS-en (68k), hanem AmigaOS 4-en is. Az 5. változat két frissítést kapott, legutóbb 2010. október 8-án (Update 2). A CygnusEd elérhető az angol mellett német, spanyol és francia nyelven is. Rendszerigény tekintetében, az Amiga változat megelégszik 1 MB chiprammal, viszont Workbench 2.0 (AmigaOS) vagy újabb operációs rendszer kell hozzá. Támogatja a népszerű WinUAE emulátort, továbbá videókártyák (RTG) használatát.